# Алуниш (Муреш)
Алуниш (рум. Aluniş) насеље је у Румунији у округу Муреш у општини Алуниш. Oпштина се налази на надморској висини од 412 m.

## Историја
По државном попису православног клира 1846. године парох месни био је поп Антоније Поповић. Број породица је износио 86. Месту припада и филијала Бунила са 78 православних породица.

## Становништво
Према подацима из 2002. године у насељу је живело 3300 становника.

### Попис2002.
| Расподела становништва по националности 2002.‍ | Расподела становништва по националности 2002.‍ | Расподела становништва по националности 2002.‍ | Расподела становништва по националности 2002.‍ | Расподела становништва по националности 2002.‍ |
| --------------------------------------------- | --------------------------------------------- | --------------------------------------------- | --------------------------------------------- | --------------------------------------------- |
|                                               |                                               |                                               |                                               |                                               |
| Румуни                                        | Румуни                                        |                                               | 524                                           | 15,9%                                         |
| Мађари                                        | Мађари                                        |                                               | 2.383                                         | 72,2%                                         |
| Роми                                          | Роми                                          |                                               | 393                                           | 11,9%                                         |

### Хронологија
| Година       | 1992 | 1993 | 1994 | 1995 | 1996 | 1997 | 1998 | 1999 | 2000 | 2001 | 2002 | 2003 | 2004 | 2005 | 2006 | 2007 | 2008 | 2009 | 2010 | 2011 | 2012 | 2013 | 2014 | 2015 | 2016 | 2017 |
| ------------ | ---- | ---- | ---- | ---- | ---- | ---- | ---- | ---- | ---- | ---- | ---- | ---- | ---- | ---- | ---- | ---- | ---- | ---- | ---- | ---- | ---- | ---- | ---- | ---- | ---- | ---- |
| Становништво | 3279 | 3323 | 3307 | 3331 | 3318 | 3321 | 3260 | 3205 | 3231 | 3217 | 3220 | 3243 | 3237 | 3250 | 3243 | 3224 | 3254 | 3253 | 3243 | 3238 | 3240 | 3211 | 3195 | 3167 | 3167 | 3155 |